# Kit perajar
Kit perajar (lat. Balaenoptera physalus) je jedna vrsta brazdastih kitova. On je najbliži srodnik plavog kita i poslije njega je sljedeća najveća životinja na Zemlji. 

## Osobine
Kit perajar je u prosjeku dugačak oko 20 metara, ali je već izmjeren i jedan perajar koji je bio dug 27 metara. Težina jednog takvog diva se procjenjuje na oko 70 tona. To znači, da je puno vitkiji i lakši od jednako velikog plavog kita, a lakši je i od nekih manjih vrsta kitova kao što je grenlandski kit ili ulješura. Gornja strana tijela mu je sivosmeđa a s donje strane je bijel. Najsigurnije ga se može prepoznati po nesimetrično obojenoj donjoj čeljusti: desna strana je bijela a lijeva tamna. 

## Rasprostranjenost
Kitovi perajari žive u svim svjetskim oceanima. Ljeta provode u polarnim ili umjereno hladnim vodama, a zimi dolaze u umjereno topla i tropska mora. Kako su godišnja doba upravo obrnuta na sjevernoj od onog na južnoj polutki oni se na ekvatoru nikada ne sreću. Neki zoolozi smatraju da su to dvije odvojene podvrste: sjeverni perajar (B.p.physalus) i južni perajar (B.p. quoyi).

## Način života
Kitovi perajari žive u grupama od 5 do, eventualno, 10 životinja. U vremenu prije velikog kitolova postojale su "škole" perajara i do 300 životinja. Perajari brže plivaju i dublje rone od većine drugih velikih kitova. Pliva brzinom od oko 37 km/h a redovno roni do dubine od 200 metara. Pri tome se zadržava pod vodom petnaestak minuta. Hrani se gotovo isključivo krilom, koji filtriraju uz pomoć usi. Hrane se, slično kao i plavi kit isključivo u svojim ljetnim boravištima, a za vrijeme zime troše svoje zalihe masnoće.
Ne događa se, da majka donese na svijet više od jednog mladunca, a rađa ga kad stigne u ljetno boravište. Mladunče je dugo oko 6,5 metara i teži 1.800 kilograma. Spolnu zrelost dosižu u starosti od oko 10 godina, a dožive i više od 100 godina.

## Kitolov i zaštita
Zbog brzine i veličine perajara sve do kasnog 19. stoljeća ljudi su perajare mogli uloviti samo iznimno. Međutim, kad su se sredstva za lov na kitove dovoljo razvila, ljudi su počeli s masovnim izlovljavanjem. Prvo su lovili plave kitove jer je bio, zbog veličine, atraktivniji. Ali kad je ta vrsta bila gotovo istrijebljena, prešlo se na lov na perajare u veliko stilu. Tako je samo u sezoni 1937./38. pobijeno više od 28.000 perajara. Lov je nesmanjenom žestinom nastavljen sve do kasnih 60-tih godina, kad je utvrđeno da su "zalihe" gotovo iscrpljene. Od 1985. vrijedi zabrana lova na kitove u cijelom svijetu.
Prije kitolova, bilo je oko 400.000 sjevernih? i 70.000 južnih perajara. Ekcesivni lov smanjio je populaciju na manje od 5.000. Time je perajar nešto češći od plavog kita ali se i njega mora, još uvijek, smatrati jako ugroženom vrstom. American Cetacean Society procjenjuje, da ih danas još živi oko 40.000 na sjevernoj i 15.000 na južnoj polutki.